# Project 2025
Project 2025, ook bekend als het Presidential Transition Project, is een verzameling conservatieve beleidsvoorstellen van The Heritage Foundation om de federale regering van de Verenigde Staten te hervormen. 
De Republikeinse president Donald Trump, die in 2024 de presidentsverkiezingen gewonnen heeft, ontkende zijn betrokkenheid ondanks zijn vele connecties met Project 2025. Hij nomineerde echter verschillende bedenkers en supporters van de voorstellen in zijn regering. Vier dagen nadat zijn ambtstermijn begon, waren volgens Time twee derden van zijn uitvoeringsbesluiten "weerspiegelingen of gedeeltelijke weerspiegelingen" van voorstellen uit Project 2025.

## Kenmerken
Het project, opgezet in 2022, heeft tot doel tienduizenden conservatieven te rekruteren om huidige federale ambtenaren te vervangen – die sommige Republikeinen karakteriseren als onderdeel van de 'deep state' – en om de doelstellingen van de volgende Republikeinse president te bevorderen. Het gaat uit van een vergaande interpretatie van de theorie van de unitaire uitvoerende macht, een omstreden interpretatie van artikel II van de grondwet van de Verenigde Staten die ervan uitgaat dat de president bij zijn inauguratie absolute zeggenschap over de uitvoerende macht verkrijgt.
Project 2025 beoogt diepgaande veranderingen binnen de overheid, met name het economisch en sociaal beleid en de rol van de federale overheid en haar agentschappen. In het plan wordt voorgesteld de financiering voor het ministerie van Justitie te verlagen, de FBI en het ministerie van Binnenlandse Veiligheid (DHS) te ontmantelen, de regelgeving op het gebied van milieu en klimaatverandering sterk te verminderen ten gunste van de winning van fossiele brandstoffen, het ministerie van Handel op te heffen en de onafhankelijkheid van federale agentschappen zoals de Federal Communications Commission (FCC) en de Federal Trade Commission (FTC) te beëindigen.
Het project streeft naar belastingverlagingen, hoewel de schrijvers het oneens zijn over de wenselijkheid van protectionisme.
Het project beoogt een verlenging van de Tax Cuts and Jobs Act van 2017. Meer specifiek beveelt het aan de individuele inkomstenbelasting te vereenvoudigen door het aantal belastingschijven terug te brengen tot twee, namelijk 15% en 30%, en het vennootschapsbelastingtarief te verlagen tot 18%. Het beoogt 15% belasting op vermogenswinsten en dividenden te heffen, aanzienlijk minder dan de 45% die de regering-Biden heeft voorgesteld. Nadat deze hervormingen zijn doorgevoerd, zou de wet zo moeten worden aangepast dat voor een verhoging van de individuele en vennootschapsbelasting een drievijfdemeerderheid van de stemmen in het Congres nodig is, ondanks de algemene consensus dat wetgeving die een volgend Congres bindt ongrondwettelijk is.
Project 2025 beveelt aan het ministerie van Onderwijs af te schaffen. De programma's van het ministerie zouden ofwel aan andere instanties moeten worden overgedragen, ofwel worden beëindigd.
De financiering voor klimaatonderzoek zou moeten worden verlaagd, terwijl de National Institutes of Health (NIH) volgens conservatieve principes zouden moeten worden hervormd.
Het project dringt er bij de overheid op aan het idee te verwerpen dat abortus onder gezondheidszorg valt en bovendien de dekking van postcoïtale anticonceptiemiddelen door de Affordable Care Act te beëindigen.
Het project streeft er verder naar christelijke normen en waarden binnen de overheid te versterken. Het stelt dat "God de sabbat als rustdag heeft ingesteld" en beveelt wetgeving aan die vereist dat Amerikanen meer betaald krijgen wanneer ze op die dag werken.
Het stelt voor pornografie strafbaar te stellen, de wettelijke bescherming tegen discriminatie op grond van seksuele geaardheid en genderidentiteit te schrappen, programma's voor diversiteit, gelijkheid en inclusie te beëindigen en een einde te maken aan positieve discriminatie.
Jeffrey Clark, een bijdrager aan het project en voormalig functionaris van het ministerie van Justitie, adviseert de toekomstige president om onmiddellijk het leger in te zetten voor binnenlandse wetshandhaving en dit ministerie de opdracht te geven de tegenstanders van Donald Trump te vervolgen door een beroep te doen op de Insurrection Act van 1807. Het project beveelt de arrestatie, detentie en deportatie van immigranten zonder geldige papieren aan en bepleit de doodstraf en de snelle tenuitvoerlegging daarvan.
Critici van Project 2025 omschreven het als een autoritaire, christelijk-nationalistische beweging die de Verenigde Staten wil omvormen tot een autocratie. Volgens verschillende rechtsdeskundigen zou het de rechtsstaat en de scheiding der machten ondermijnen. Ook diverse conservatieven en Republikeinen uitten kritiek op het plan, bijvoorbeeld waar het gaat om de centralisatie van de macht, individuele rechten en vrijheden, klimaatverandering en buitenlandse handel.
Op 5 juli 2024 nam Trump afstand van Project 2025 met een verklaring op zijn platform Truth Social: "I know nothing about Project 2025. I have no idea who is behind it. I disagree with some of the things they're saying and some of the things they're saying are absolutely ridiculous and abysmal. Anything they do, I wish them luck, but I have nothing to do with them."

## Adviesraad

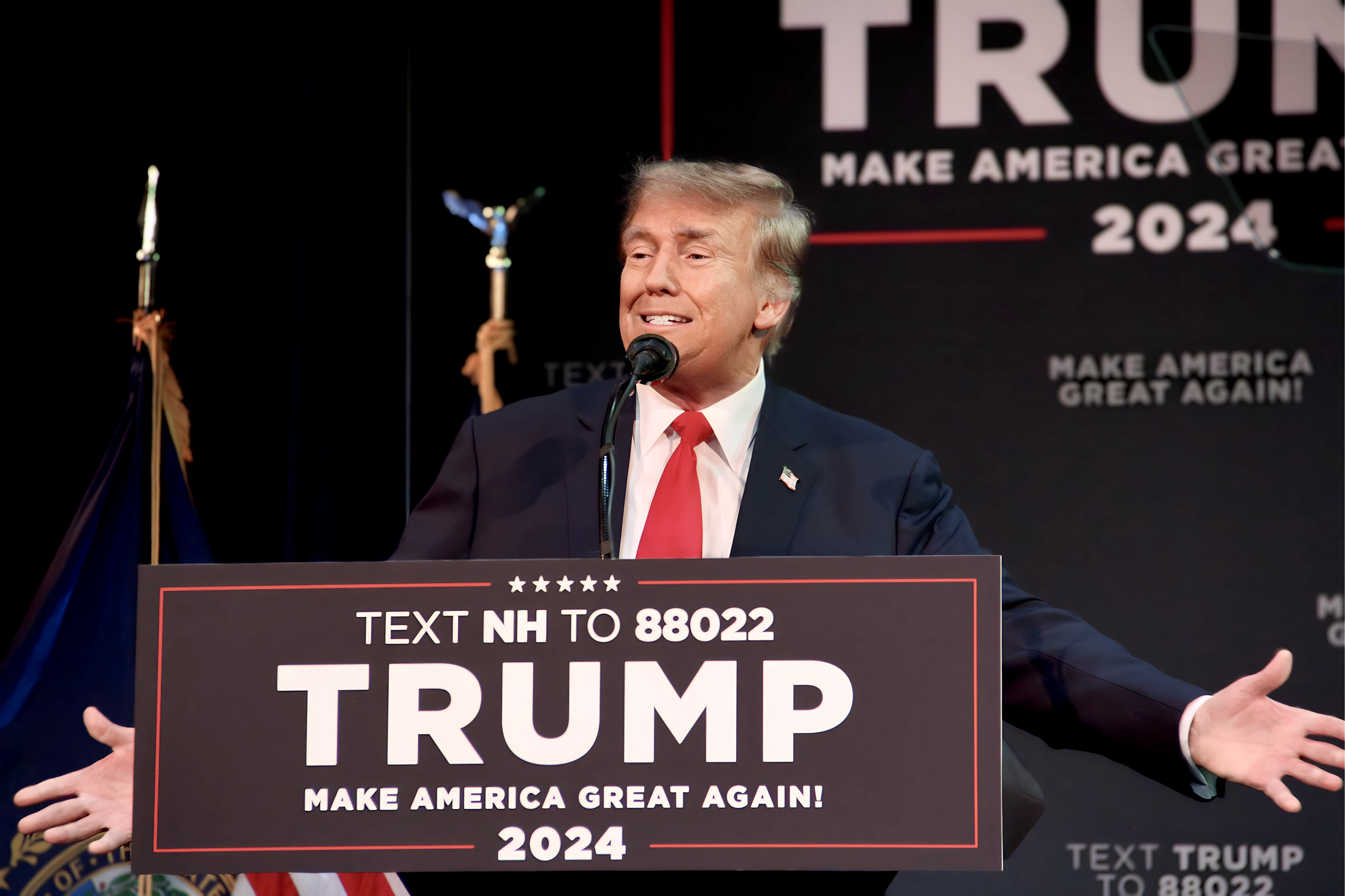
Project 2025 is gekoppeld aan de presidentiële campagne van Donald Trump in 2024

De adviesraad van Project 2025 bestond in september 2024 uit "een brede coalitie van meer dan 100 conservatieve organisaties", voornamelijk conservatieve denktanks, evenals verschillende universiteiten en het tijdschrift The American Conservative.

## Uitbreiding van de presidentiële bevoegdheden
"Het idee van onafhankelijke federale instanties of federale werknemers die geen verantwoording afleggen aan de president schendt het fundament van onze democratische republiek", betoogde Kevin D. Roberts. Project 2025 streeft ernaar de uitvoerende macht van de federale overheid in haar geheel onder direct presidentieel toezicht te plaatsen, zodat er aan de onafhankelijkheid van het ministerie van Justitie, de FBI, de Federal Communications Commission, de Federal Trade Commission en andere instanties een einde komt. Dit streven is gebaseerd op een vergaande interpretatie van de theorie van de unitaire uitvoerende macht, waarbij als argument wordt aangevoerd dat volgens artikel II van de grondwet de uitvoerende macht uitsluitend bij de president berust.
Trump zei in 2019 dat artikel II hem het recht gaf "als president te doen wat hij wilde", een veelgehoord argument van aanhangers van de theorie van de unitaire uitvoerende macht. Een soortgelijke opmerking klonk in 2018 toen hij beweerde speciaal aanklager Robert Mueller te kunnen ontslaan. Trump is niet de eerste president die beleidsmaatregelen overweegt die verband houden met de theorie van de unitaire uitvoerende macht; het idee stak binnen de Republikeinse Partij weer de kop op na de terroristische aanslagen van 11 september.

## Personeelswijziging
Project 2025 zette een personeelsdatabase op conform Donald Trumps ideologie, met daarin een beoogde 20.000 potentiële functionarissen. Het project stelde daartoe een vragenlijst samen om potentiële rekruten te screenen op hun eerbiediging en naleving van de projectagenda.
Tijdens zijn presidentschap van 2017 tot 2021 werd Trump ervan beschuldigd mensen te hebben ontslagen die hij als onloyaal beschouwde, zoals procureur-generaal William Barr. In het laatste jaar van Trumps presidentschap ontwikkelden James Bacon en John McEntee, medewerkers van het Presidential Personnel Office van het Witte Huis, een vragenlijst om potentiële overheidswerknemers te testen op hun toewijding aan het trumpisme; Bacon en McEntee sloten zich in mei 2023 bij het project aan.
Project 2025 sluit aan bij Trumps plan tot herinvoering van 'Schedule F', een functieclassificatiesysteem dat Trump in oktober 2020 per decreet invoerde en dat hem meer bevoegdheden gaf om overheidspersoneel te ontslaan en daarvoor in de plaats anderen aan te stellen.

## Uitvoering
Nadat Trump de verkiezingen van 2024 won, nomineerde hij verschillende medewerkers van Project 25 voor posities in zijn tweede regering. Sommige nominaties moet nog bevestigd worden door de Senaat. Zijn genomineerde als directeur van de Federal Communications Commission, Brendan Carr, schreef het hoofdstuk over dit agentschap. Tom Homan, die door Trump gekozen werd als "grens-tsaar", droeg ook bij aan het document. Trump nomineerde Russell Vought als directeur van het Office of Management and Budget. Na deze nominaties verklaarde Karoline Leavitt dat "President Trump nooit iets te maken had met Project 2025"; Leavitt is zelf een lesgever voor het "Conservative Governance 101" training program van Project 25 en werd door Trump gekozen als perschef van het Witte Huis. Andere auteurs en medewerkers van Project 2025 die genomineerd of benoemd werden voor de regering zijn Peter Navarro (schrijver, benoemd als Senior Counselor for Trade and Manufacturing); Michael Anton (medewerker, benoemd als Director of Policy Planning); Paul S. Atkins (medewerker, genomineerd als Chair of the Securities and Exchange Commission); Steven G. Bradbury (medewerker, genomineerd als Deputy Secretary of Transportation); Troy Edgar (medewerker, genomineerd als Deputy Secretary van Homeland Security), Jon Feere (medewerker, benoemd als Chief of Staff van ICE), Pete Hoekstra (medewerker, genomineerd als ambassadeur van Canada), en Roman Jankowski (medewerker, benoemd als Chief Privacy Officer and Chief Freedom of Information Act Officer for the Department of Homeland Security).
Delen van het project die al geïmplementeerd werden in de eerste dagen van Trumps tweede termijn zijn executive orders om grote delen van Alaska, waaronder hetArctic National Wildlife Refuge, te heropenen voor olieboringen, en het intrekken van het verbod op PFAS in drinkwater. Trumps executive orders over immigratie en de federale invoering van de doodstraf gingen zelfs verder dan wat Project 2025 had aanbevolen.
Uit metadata blijkt dat memo's van het United States Office of Personnel Management die naar federale bedienden werden gezonden, geschreven waren door Peter Noah en James Sherk, beide verbonden aan de Heritage Foundation. Time ontdekte dat op 24 januari 2025 meer dan 60% van Trumps acties als president "weerspiegelingen of gedeeltelijke weerspiegelingen zijn van Project 2025".
Trumps eerste maatregelen doen zorgen rijzen dat zijn regering snel een rechts scenario probeert uit te voeren. Zijn uitvoeringsbesluiten over gender, federale aanwervingen en buitenlandse hulp komen overeen met het beleid van het project, en wijzen op een verschuiving naar meer autocratisch bestuur. Paul Dans heeft verklaard tevreden te zijn dat Trumps besluiten overeenkomen met het Mandate for Leadership uit het project. Er is een uitvoeringsbesluit om fondsen voor openbare scholen te verschuiven naar vouchers voor private scholen, een verschuiving die overeenkomt met het doel van Project 2025 om het onderwijssysteem te hervormen.